# Jimmy Watson
James Charles "Jimmy" ("Jim") Watson, född 19 augusti 1952, är en kanadensisk före detta professionell ishockeyback som tillbringade tio säsonger i den nordamerikanska ishockeyligan National Hockey League (NHL), där han spelade för Philadelphia Flyers. Han producerade 186 poäng (38 mål och 148 assists) samt drog på sig 492 utvisningsminuter på 613 grundspelsmatcher. Watson spelade också för Richmond Robins i American Hockey League (AHL) och Calgary Centennials i Western Canada Hockey League (WCHL).
Han draftades av Flyers i tredje rundan i 1972 års draft som 39:e spelare totalt, vilket han vann Stanley Cup med för säsongerna 1973–1974 och 1974–1975. Hans äldre bror Joe Watson ingick också i mästarlagen.
Efter spelarkarriären arbetade Watson som talangscout för Flyers och grundade och drev byggföretaget James C. Watson Construction Company.

## Statistik
| 1968–1969   | Calgary Centennials | WCHL        | 53  | 2  | 15  | 17  | 26  | 11  | 1 | 4  | 5  | 0  |
| 1969–1970   | Calgary Centennials | WCHL        | 35  | 3  | 15  | 8   | 18  | —   | — | —  | —  | —  |
| 1970–1971   | Calgary Centennials | WCHL        | 64  | 9  | 35  | 44  | 118 | —   | — | —  | —  | —  |
| 1971–1972   | Calgary Centennials | WCHL        | 66  | 13 | 52  | 65  | 50  | —   | — | —  | —  | —  |
| 1972–1973   | Philadelphia Flyers | NHL         | 4   | 0  | 1   | 1   | 5   | 2   | 0 | 0  | 0  | 0  |
|             | Richmond Robins     | AHL         | 73  | 5  | 33  | 38  | 83  | 4   | 1 | 2  | 3  | 6  |
| 1973–1974   | Philadelphia Flyers | NHL         | 78  | 2  | 18  | 29  | 44  | 17  | 1 | 2  | 3  | 41 |
| 1974–1975   | Philadelphia Flyers | NHL         | 68  | 7  | 18  | 25  | 72  | 17  | 1 | 8  | 9  | 10 |
| 1975–1976   | Philadelphia Flyers | NHL         | 79  | 2  | 34  | 36  | 66  | 16  | 1 | 8  | 9  | 6  |
| 1976–1977   | Philadelphia Flyers | NHL         | 71  | 3  | 23  | 26  | 35  | 10  | 1 | 2  | 3  | 2  |
| 1977–1978   | Philadelphia Flyers | NHL         | 71  | 5  | 12  | 17  | 62  | 12  | 1 | 7  | 8  | 6  |
| 1978–1979   | Philadelphia Flyers | NHL         | 77  | 9  | 13  | 22  | 52  | 8   | 0 | 2  | 2  | 2  |
| 1979–1980   | Philadelphia Flyers | NHL         | 71  | 5  | 18  | 23  | 51  | 15  | 0 | 4  | 4  | 20 |
| 1980–1981   | Philadelphia Flyers | NHL         | 18  | 2  | 2   | 4   | 6   | —   | — | —  | —  | —  |
| 1981–1982   | Philadelphia Flyers | NHL         | 76  | 3  | 9   | 12  | 99  | 4   | 0 | 1  | 1  | 2  |
| NHL totalt  | NHL totalt          | NHL totalt  | 613 | 38 | 148 | 186 | 492 | 101 | 5 | 34 | 39 | 89 |
| WCHL totalt | WCHL totalt         | WCHL totalt | 217 | 27 | 117 | 144 | 212 | 11  | 1 | 4  | 5  | 0  |

### Internationellt
| Källa:        | Källa:        | Källa:        |         | Utv = Utvisningsminuter | Utv = Utvisningsminuter | Utv = Utvisningsminuter | Utv = Utvisningsminuter | Utv = Utvisningsminuter |
| År            | Lag           | Mästerskap    | Matcher | Mål                     | Assists                 | Poäng                   | Utv                     |                         |
| ------------- | ------------- | ------------- | ------- | ----------------------- | ----------------------- | ----------------------- | ----------------------- | ----------------------- |
| 1976          | Kanada        | CC            | 2       | 0                       | 0                       | 0                       | 2                       |                         |
| Senior totalt | Senior totalt | Senior totalt | 2       | 0                       | 0                       | 0                       | 2                       |                         |